# Avenue du Parisis

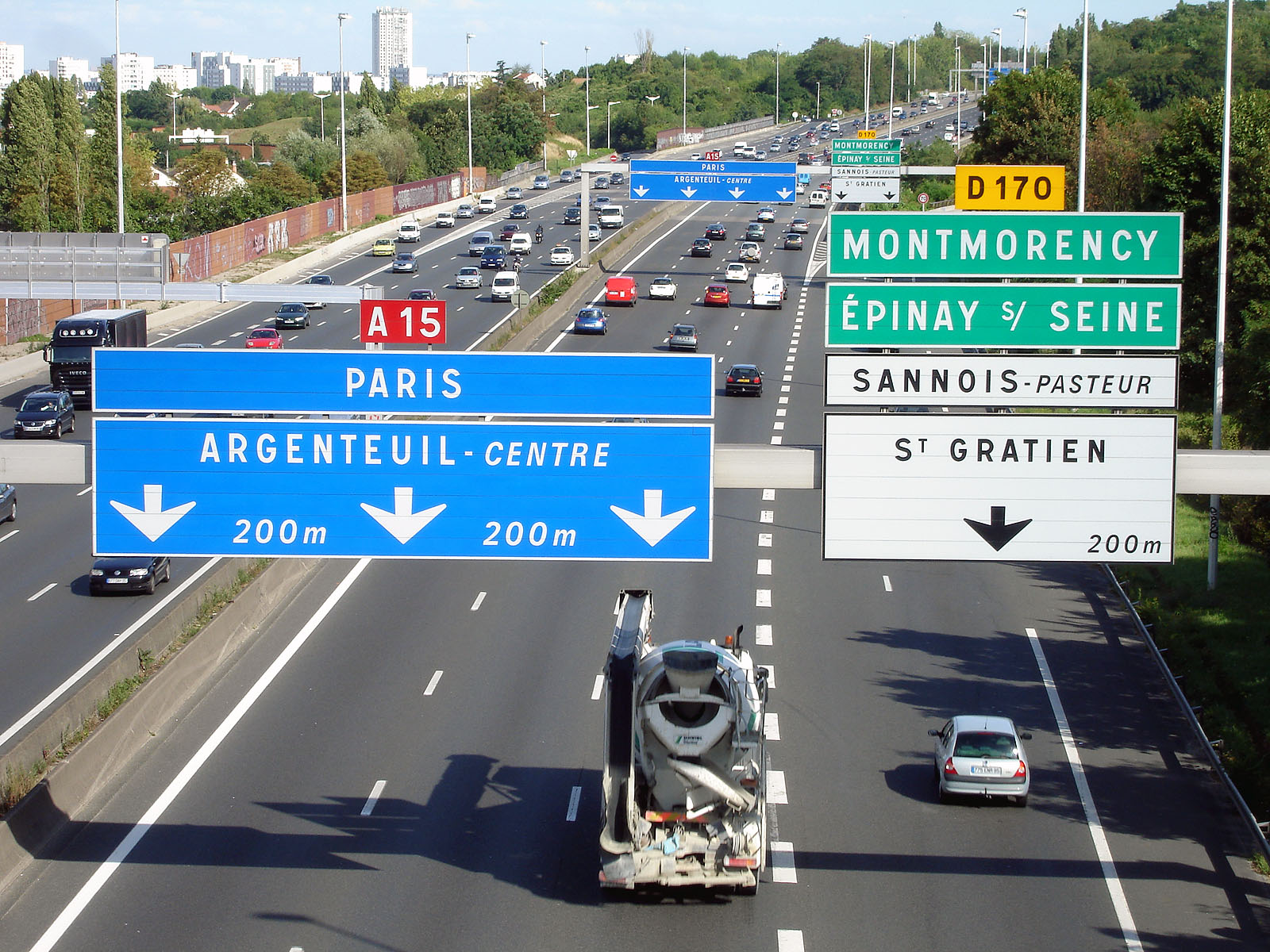
Naissance à l'ouest de l'avenue du Parisis sur l'autoroute A15, à Sannois.

Pour les articles homonymes, voir BIP.
L'Avenue du Parisis, anciennement Boulevard Intercommunal du Parisis (BIP), est un projet routier concernant les communes du sud du département du Val-d'Oise.
Destinée à relier l'autoroute A15 à Argenteuil à l'autoroute A1 à Gonesse en direction de l'aéroport de Roissy-Charles-de-Gaulle, elle fait l'objet d'une vive contestation de la part des habitants et de certains élus locaux des communes concernées.
Deux tronçons ont déjà été réalisés : entre l’autoroute A 1 et la route départementale RD 84a et RD 84b à Bonneuil-en-France à l'est en 1995 et entre l’A 15 et la RD 109 entre Argenteuil et Soisy-sous-Montmorency à l'ouest en 2003 (route nationale 170).
Le dernier tronçon est abandonné à la suite d'une décision du conseil départemental du Val-d'Oise en 2024.

## Histoire

### Genèse (1939-1980)

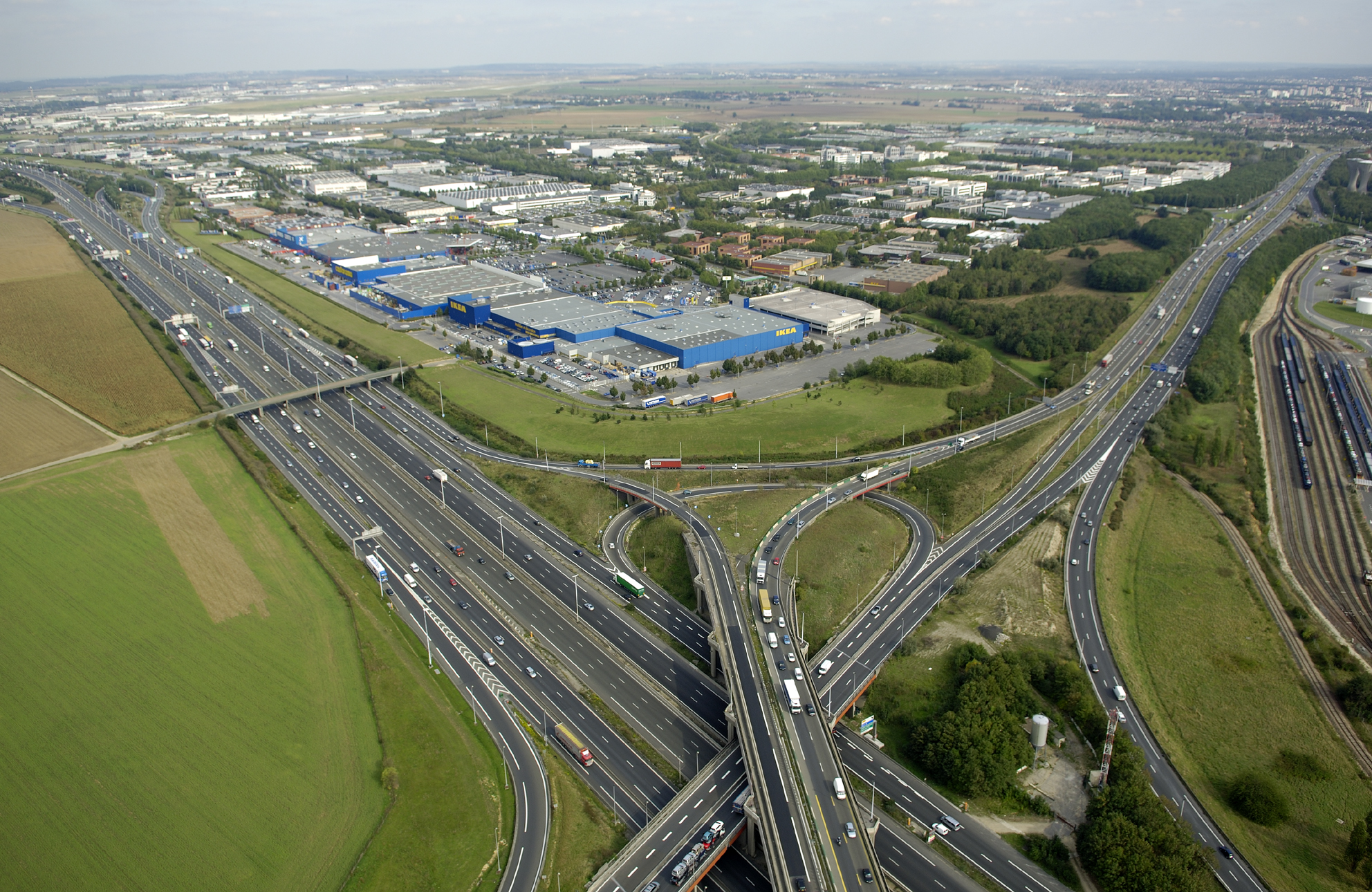
Échangeur A1-A104-D170 à Gonesse.

Ce projet routier de 21 kilomètres de longueur a connu divers avatars depuis son origine. Le tracé de l' « auto-route interurbaine de Seine-et-Oise » dite « ARISO » fut décidé en 1939. Inscrite au schéma directeur d'aménagement et d'urbanisme de la région de Paris (SDAURP) de 1965, puis au schéma directeur de la région Île-de-France (SDRIF) et devenu partie intégrante du projet A 87 en 1976, c'est la seconde rocade autoroutière de Paris à 15 kilomètres environ de la capitale. Le tracé fut alors prévu pour une autoroute à deux fois quatre voies, avec une liaison autoroutière complémentaire joignant l'autoroute A115 à Saint-Leu-la-Forêt à l'A87 à Montmorency, via Eaubonne, Margency et Soisy-sous-Montmorency, nommée G 15,.
En 1980, rien n'était encore mis en chantier vu la révision à la baisse de nombreux projets routiers de cette époque ; néanmoins le tracé fut reconfirmé cette année mais l'axe devenait une voie de desserte locale de la Vallée de Montmorency et fut rebaptisé « Boulevard intercommunal du Parisis ».

### Premières mises en chantier Est et Ouest (1990-2003)
Déclaré d'utilité publique le 18 juillet 1990 et mis en chantier en 1992, une courte section Est de cette rocade de 2,5 kilomètres dite « BIP Est », fut mis en service en 1995 entre Gonesse et l'A 1 (autoroute du Nord),.
Une section ouest de 3,4 kilomètres, « dite BIP Ouest », fut quant à elle mise en chantier en 1994, une première étape ouverte à la circulation en mars 1999 (entre l'A 15 et la rue d'Ermont à Saint-Gratien) et la seconde en mars 2003, entre l'autoroute A 15 et Soisy-sous-Montmorency (RD109),.
Ces deux tronçons sont au gabarit 2 × 2 voies, élargissables à 2 × 3 voies et construits aux caractéristiques d'une voie express (aucun croisement à niveau, deux chaussées séparées, bandes d'arrêt d'urgence, vitesse limitée à 90 km/h).
En 2005, le trafic quotidien sur la D 170, entre l'A 15 et la D 470 à Saint-Gratien, s'élevait à 65 439 véhicules par jour ; ce chiffre atteignait 72 779 en 2010, dont 2,4 % de poids lourds, soit une hausse de 11,2 %.

### Avancement et fin du projet (2012-2024)

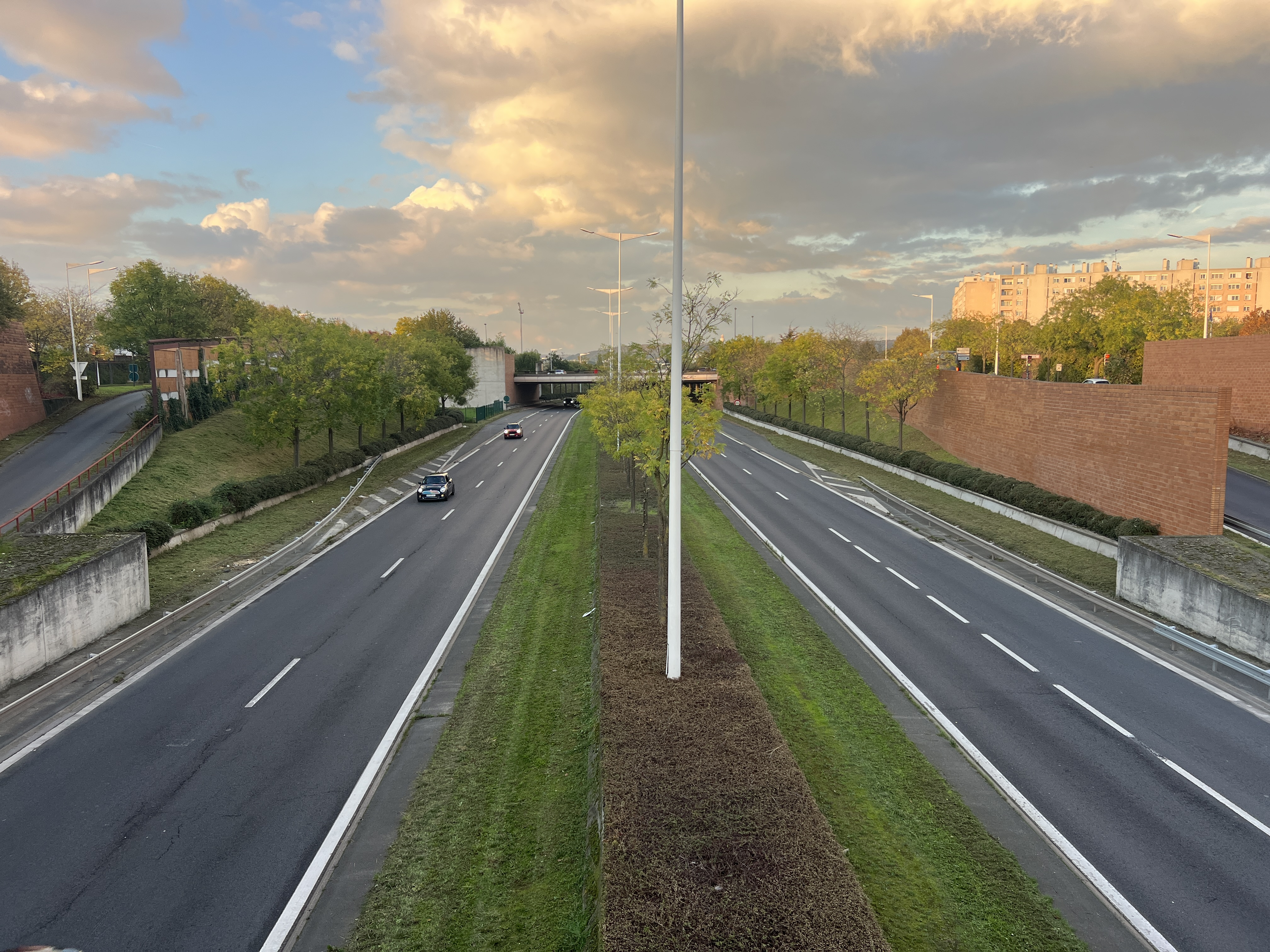
La voie à Saint-Gratien.

En 2012, il reste quinze kilomètres à aménager afin de relier entre elles ces deux sections et assurer une continuité à l'itinéraire. La loi du 13 août 2004, faisant partie de l'Acte II de la décentralisation ayant transféré la compétence du réseau routier national vers le réseau routier départemental, l'achèvement de cet axe relève dorénavant du conseil départemental du Val-d'Oise et non plus de l'État.
Par une délibération du 19 octobre 2007, le Conseil général a approuvé à l'unanimité le principe de faisabilité de l'infrastructure routière entre la RD 109 à Soisy-sous-Montmorency et la RD 370 à Gonesse, ainsi que l'engagement des travaux de la section comprise entre la RD 370 à Gonesse et la RD 84 à Bonneuil-en-France. Ceux-ci sont engagés en octobre 2007 avec une mise en service prévue en 2010.
Selon un nouveau projet présenté en 2007, le tronçon central serait édifié aux caractéristiques d'un boulevard urbain : vocation multimodale, profils en travers compris entre trente et quarante mètres, vitesse limitée à 70 km/h, croisements à niveau (giratoires) et accessible aux bus et aux cyclistes. De ce fait, le projet est désormais connu sous un nouveau nom, l'Avenue du Parisis.
La traversée de Montmorency, à proximité de deux monuments historiques, serait effectuée par une tranchée couverte de 290 mètres, les trémies d'accès étant recouvertes d'une « casquette », dalle de béton recouvrant partiellement les voies de circulation, similaire à celle réalisée à Saint-Gratien, dans le quartier des Marais. La section Garges-lès-Gonesse/RD 370 serait quant à elle aux caractéristiques de voie express. Estimé à quatre cents millions d’euros, aux conditions économiques de 2007, ce projet aurait pu être mis en chantier par étapes successives à partir de 2010, mais il a finalement été reporté.
En décembre 2009, le nouveau président du Conseil général du Val-d'Oise, Didier Arnal, évoque une possible concertation à la fin de 2010 ou au début de 2011, le tronçon de Soisy-sous-Montmorency (D 109) à Sarcelles (ex-N1) devant être réalisé en dernier, vu son coût, ses impacts sur la santé des riverains, et la contestation locale, aux alentours de 2020.
Traversant une zone très urbanisée, ce tronçon central fait en effet l'objet des plus vives oppositions depuis plusieurs décennies. Tracé à une époque où les communes traversées n'étaient que de petites villes encore rurales, elles sont devenues depuis des villes très denses de l'agglomération parisienne, rendant très difficile l'insertion harmonieuse d'un itinéraire routier de cette nature. Une forte inquiétude a par ailleurs été émise de la part de la ville d'Enghien-les-Bains, le tracé retenu en déblai pouvant affecter l'apport en eaux minérales de la station thermale.
L'avant-projet de SDRIF rendu public en novembre 2006 prévoit néanmoins la réalisation du tronçon central du BIP (entre la RD 370 et la RD 109), considéré comme un élément du réseau des voies structurantes à caractère départemental. Dans ce contexte, l'autoroute A16 a vocation à être prolongée jusqu'au BIP.
Les difficultés d'insertion, et la réalisation d'un tunnel de près de trois cents mètres à proximité de la collégiale Saint-Martin de Montmorency portent le coût du tracé complet à 500 millions d'euros, aux conditions économiques de décembre 2009. Presque la moitié du tracé à l'étude est couverte par le nouveau Plan d'exposition au bruit (PEB) de l'aéroport de Roissy-Charles-de-Gaulle, qui limite le développement urbain et pourrait ainsi faciliter les acquisitions : restriction aux agrandissements, à l'augmentation de population...
En janvier 2010, le président du conseil général Didier Arnal annonce la vente de terrains le long du tracé en vallée de Montmorency afin de renflouer les caisses du Conseil général, indépendamment de tout avancement du projet. Le même mois, à la suite de la présentation en décembre 2009 des variantes du projet à Montmorency par le président du conseil général, un collectif « Vivre sans BIP » voit le jour. Il regroupe une quinzaine d'associations dont Les Amis de la Terre et SOS Vallée de Montmorency. Ce collectif a pour objectif de s'opposer au bouclage de l'infrastructure. Les associations dénoncent en particulier un « maquillage » du projet en transports collectifs en site propre afin d'améliorer l'acceptation du projet par les riverains, l'infrastructure demeurant pourtant une voie comportant 2 × 2 voies, ainsi que son coût considérable, alors que l'usage de l'automobile a légèrement régressé dans le département, et que la population s'est massivement prononcée en 2007 pour une amélioration des transports en commun. Plus globalement, c'est la tentative de faire financer cette infrastructure dans le cadre du Grand Paris qui est dénoncée, en parfaite contradiction avec les objectifs nationaux du Grenelle Environnement, et du projet départemental d'« éco-département ». Le 4 janvier 2012, à la suite de la lettre de saisine du président du conseil général du 22 décembre 2011, la commission nationale du débat public confirme sa recommandation d'organiser une concertation publique sur le projet. Le Conseil général organise la concertation publique du  15 février au 15 novembre 2012.
Les réunions publiques organisées durant la concertation de l'automne 2012 ont montré une forte hostilité des habitants sur le tronçon ouest, exprimant des craintes sur la pollution, le bruit, mais s'interrogeant également sur le financement dans un contexte budgétaire difficile, plusieurs dénonçant un projet bâclé et archaïque favorable au tout automobile, sans la moindre proposition d'un transport en commun ferré moderne au lieu d'une route si les flux justifient réellement la réalisation d'une infrastructure,,.
Malgré ces craintes, le 25 avril 2016, la Préfecture du Val-d'Oise déclare d'utilité publique la section Est de l'avenue du Parisis, entre Groslay et Bonneuil-en-France.
Le 13 mars 2018, à la suite du recours effectué par les opposants au projet dont le collectif Vivre sans BIP, le tribunal administratif de Cergy-Pontoise prononce l'annulation de la déclaration d'utilité publique de la section Est de l'avenue du Parisis. Le tribunal soulève notamment l'insuffisance du financement du projet.
Cette décision est confirmée le 22 septembre 2019 par la cour administrative d'appel de Versailles qui met également en cause le financement du projet, la juridiction estimant que le projet d'enquête publique restant trop évasif.
Le département du Val-d'Oise fait appel de cette décision de justice auprès du Conseil d'État. Ce dernier décide le 6 octobre 2021 de renvoyer le dossier devant la cour administrative d'appel de Versailles qui le rejette une seconde fois dans l'arrêté du 12 juillet 2022. Le 9 septembre 2022, le département du Val-d'Oise a déposé un pourvoi auprès du Conseil d'État concernant ce nouveau rejet. Ce dernier a statué en faveur du département dans une décision rendue le 16 mars 2023, annulant ainsi le précédent arrêt.
Le 29 mai 2024, le Conseil d'État casse l'arrêt du 12 juillet 2022 de la cour administrative d'appel de Versailles qui avait annulé la déclaration d'utilité publique en 2018. Selon les juges, la déclaration du département selon laquelle le financement complet du projet est à sa charge a clarifié la situation financière, jugée trop opaque jusqu'alors. La décision judiciaire accorde au département un délai d'un an pour régulariser l'étude économique et sociale, notamment en ce qui concerne les modalités de financement du projet et la mise en œuvre d'une information et participation du public. Cette régularisation doit permettre au Préfet du Val-d'Oise de confirmer ensuite l'utilité publique du projet, avant que le Conseil d'État ne statue au fond,.
Le 25 septembre 2024, le Conseil Départemental du Val-d'Oise a publié un communiqué de presse concernant le tracé Est. Selon ce communiqué, le Conseil Départemental ne demandera pas au Préfet du Val-d'Oise de confirmer la déclaration d'utilité publique pour ce tracé. Il est également indiqué que de nouveaux aménagements seront proposés sur les terrains réservés. La Présidente du Conseil Départemental a estimé que des dessertes routières restaient toujours une solution pour atténuer les embouteillages dans les villes traversées par le tracé. De son côté, le Préfet du Val-d'Oise indique qu’il lui aurait été difficile de renouveler la déclaration d’utilité publique, car le bilan socio-économique a évolué depuis la conception du projet.

## Communes traversées
- Sannois (Section réalisée)
- Saint-Gratien (Section réalisée)
- Eaubonne (Section réalisée)

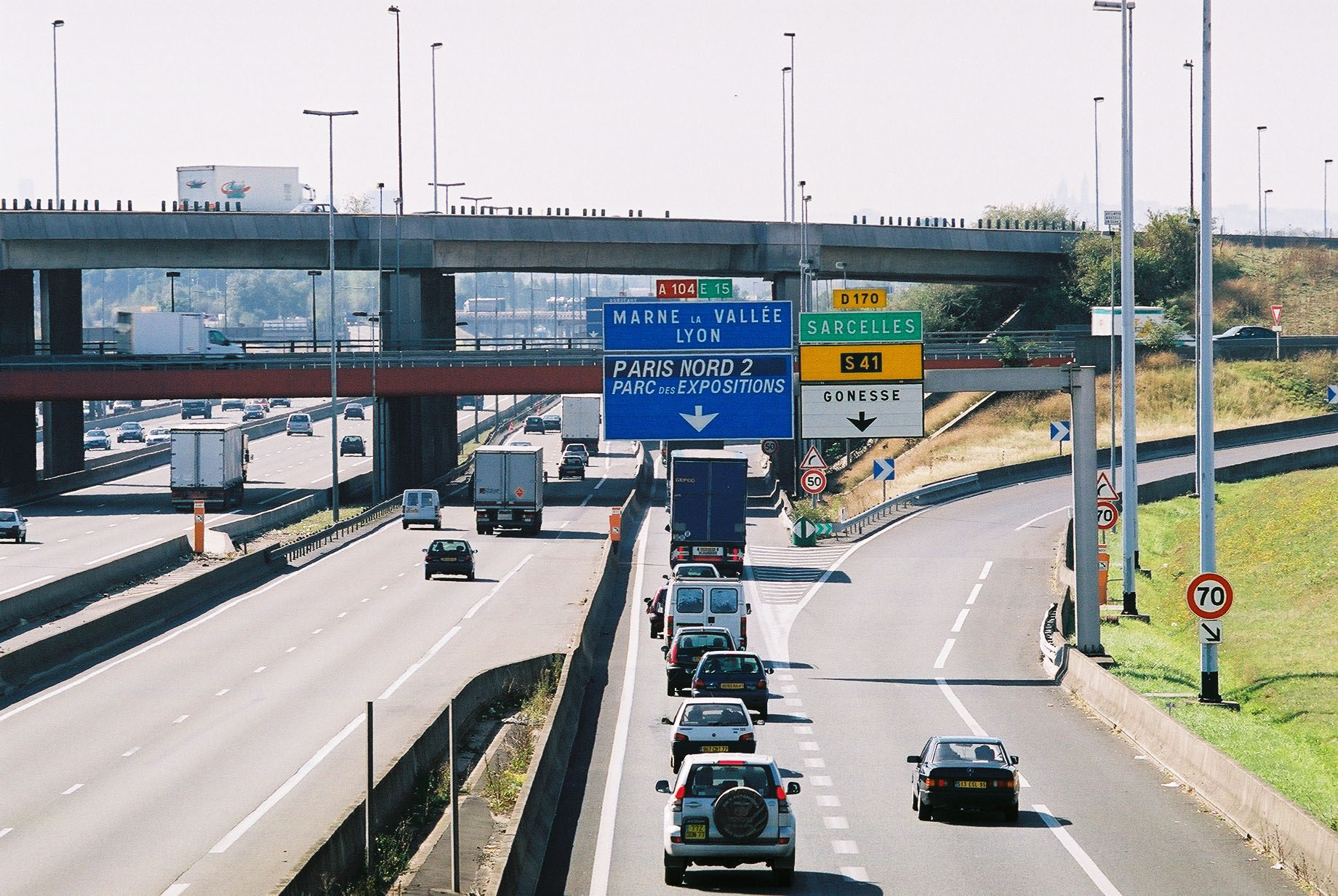
Bifurcation vers la D170 (BIP) à Gonesse.

- Soisy-sous-Montmorency (Section abandonnée)
- Montmorency (Section abandonnée)
- Deuil-la-Barre (Section abandonnée)
- Groslay (Section abandonnée)
- Sarcelles (Section abandonnée)
- Garges-lès-Gonesse (Section abandonnée)
- Arnouville (Section abandonnée)
- Bonneuil-en-France (Section réalisée)
- Gonesse (Section réalisée)

## Prises de position sur le projet

### Opposition

#### Associations et collectifs d'opposition locaux
Le 27 septembre 2023, les collectifs de La Déroute des routes ont demandé un moratoire sur tous les projets routiers susceptibles de menacer les espaces naturels et les terres agricoles, incluant le projet de l'avenue du Parisis.
Le collectif Vivre sans BIP organise le 7 octobre 2023 une marche contre ce projet. Il regroupe plusieurs centaines de personnes au départ des différentes communes se trouvant sur le tracé.
Le 16 décembre 2023, une marche a été organisée à Garges-lès-Gonesse par des parents d'élèves opposés au projet. Cette manifestation a réuni une soixantaine de personnes. Les participants à la marche sont inquiets des risques sanitaires liés à la pollution atmosphérique et sonore, notamment pour les enfants qui fréquentent les écoles situées à proximité des futures 4 voies. Ils s'inquiètent également de la destruction des rares espaces verts de la zone. L'association Respire était présente à la marche pour rappeler la vulnérabilité des enfants face à la pollution de l'air et pour souligner qu'aucune études ne démontrent que la construction de routes désengorge le trafic,.
Les 1 et 2 juin 2024, des rassemblements ont lieu dans des espaces verts menacés par le projet, réunissant environ cinq cent personnes dont des associations, des citoyens, des maires et élus. Ces manifestations visent à exprimer à nouveau l'opposition au projet, en soulignant les risques pour la santé des habitants ainsi que l'augmentation des impôts attendus, puisque le projet est estimé entre plusieurs centaines de millions d'euros et 2 milliards d’euros selon les sources,,.
À la suite de l’abandon de la réalisation de la fin du tracé le 25 septembre 2024, les opposants maintiennent la mobilisation prévue du 5 octobre 2024 pour célébrer cette décision sous la forme d’une cérémonie funéraire. Ils annoncent néanmoins être vigilants pour éviter que ces espaces naturels soient bétonnés, demandent de sanctuariser les espaces naturels et de développer les transports en commun et les pistes cyclables. Les collectifs de La Déroute des routes maintiennent leur demande de moratoire sur les projets routiers,.

#### Élus
- Carlos Martens Bilongo, député LFI de la 8e circonscription du Val-d'Oise[47],
- Patrick Cancouët, maire de Groslay[40],[43],
- Romain Eskenazi, député de la 7e circonscription du Val-d'Oise[44],
- Daniel Fargeot, sénateur Union centriste[47],
- Patrick Haddad, maire de Sarcelles[40],[43],
- Sonia Liman, suppléante de l'ancien député Renaissance Dominique Da Silva de la 7e circonscription du Val-d'Oise[47],
- Muriel Scolan, maire de Deuil-la-Barre[40],[43],
- Rachid Temal, sénateur PS[47],
- Maxime Thory, maire de Montmorency[40],[43],[44].

### Soutien

#### Élus
- Marie-Christine Cavecchi, présidente du conseil départemental du Val-d'Oise[40],
- Benoît Jimenez, maire de Garges-lès-Gonesse[43],
- Valérie Pécresse, présidente du conseil régional d'Île-de-France[44],
- Luc Strehaiano, vice-président du conseil départemental du Val-d'Oise et maire de Soisy-sous-Montmonrency[40],[43],[44].